# Gare de Die
La gare de Die est une gare ferroviaire française de la ligne de Livron à Aspres-sur-Buëch, située sur le territoire de la commune de Die, sous-préfecture du département de la Drôme, en région Auvergne-Rhône-Alpes.
Elle est mise en service en 1871 par la Compagnie des chemins de fer de Paris à Lyon et à la Méditerranée (PLM).
C'est une gare de la Société nationale des chemins de fer français (SNCF), desservie par des trains Intercités et TER Auvergne-Rhône-Alpes.

## Situation ferroviaire
Établie à 395 mètres d'altitude, la gare de Die est située au point kilométrique (PK) 53,849 de la ligne de Livron à Aspres-sur-Buëch, entre les gares ouvertes de Saillans et de Luc-en-Diois.
En direction de Crest, s'intercalent les gares fermées de Pontaix - Sainte-Croix, Vercheny et Pont d'Espenel, et au delà de Saillans, les gares fermées de Piégros-la-Clastre - Blacons et d'Aouste-sur-Sye.
En direction de Luc-en-Diois, s'intercalent les gares fermées de Pont-de-Quart - Châtillon et de Recoubeau.
Gare d'évitement elle comporte une deuxième voie permettant le croisement des trains sur la voie unique. La gare est fermée au trafic fret, cependant les voies correspondantes sont en état et accueillent les trains de travaux ou d'acheminement de matériel de voie.

## Histoire
La gare de Die, terminus provisoire, est mise en service le 1er septembre 1885 par la Compagnie des chemins de fer de Paris à Lyon et à la Méditerranée (PLM), lorsqu'elle ouvre à l'exploitation la section de Crest à Die.
Elle devient une gare de passage lors de l'ouverture de la section suivante de Die à la Aspres-sur-Buëch le 1er juin 1894.
En 2008, un parking gratuit d'une trentaine de places est aménagé par la commune à côté du bâtiment sur un terrain appartenant à la SNCF.

## Fréquentation
La fréquentation de la gare est détaillée dans le tableau ci-dessous :
|           | 2015   | 2016   | 2017   | 2018   | 2019   | 2020   | 2021   | 2022   | 2023   |
| --------- | ------ | ------ | ------ | ------ | ------ | ------ | ------ | ------ | ------ |
| Voyageurs | 52 579 | 54 047 | 54 460 | 48 372 | 57 018 | 40 656 | 42 652 | 67 564 | 78 396 |

## Service des voyageurs

### Accueil
Gare SNCF, elle dispose d'un bâtiment voyageurs, avec guichet, ouvert tous les jours. Une salle d'attente et des toilettes sont à la disposition des voyageurs. Elle est équipée de deux quais : le quai 1 dispose d'une longueur utile de 363 m pour la voie unique, le quai 2 d'une longueur utile de 370 m pour la voie 2 (évitement). Le quai 1 a la particularité d'être coupé par une voie de service (passage planchéié).

### Desserte
Die est desservie par des trains Intercités (train de nuit) sur la relation de Paris-Austerlitz - Briançon.
Elle est également desservie par les trains TER Auvergne-Rhône-Alpes qui circulent entre la gare de Romans - Bourg-de-Péage et la gare de Briançon (via Valence TGV et Valence-Ville).

### Intermodalité
Un parc pour les vélos et un parking pour les véhicules y sont aménagés.
Un arrêt est desservi par autocar départemental et autocar TER.

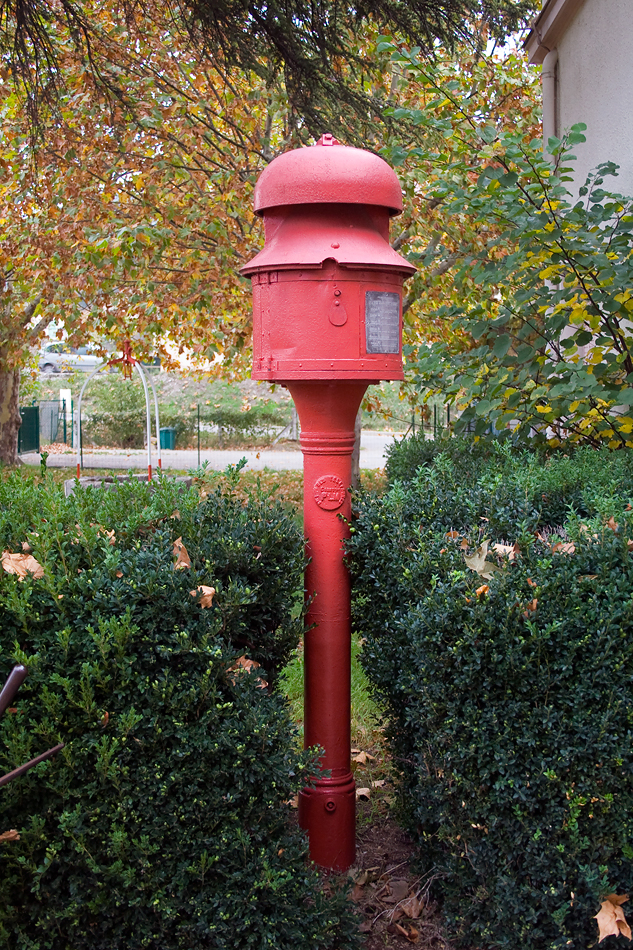
La cloche du PLM.

## Patrimoine ferroviaire
Ancienne gare du PLM elle a conservé son bâtiment voyageurs d'origine, encadré par deux cèdres centenaires.
L'ancienne halle de remisage prévue pour deux machines est utilisée pour stocker du matériel.
L'ancienne cloche électrique d'annonce des trains est préservée : elle date du PLM et est hors service (illustration).
Le château d'eau utilisé pour l'alimentation des locomotives à vapeur a été démoli dans les années 1980.